# Karnitin
Karnitin je kvarterní amoniová sloučenina a derivát aminokyselin lysinu a methioninu. Má důležitou roli v transportu mastných kyselin do mitochondrií.
Vyskytuje ve dvou optických izomerech: D-karnitin a L-karnitin. Blíže nespecifikovaným označením karnitin se zpravidla míní L-antipod, který se hojně používá jako potravinový doplněk (při hubnutí, sportování či v rámci prevence). D-antipod nemá v lidském těle žádnou fyziologickou funkci, ve velkých dávkách však inhibuje účinek L-karnitinu a působí proto toxicky. Přírodním izomerem je pouze L-karnitin, ten se podílí na přenosu mastných kyselin z cytosolu do mitochondrií, kde jsou oxidovány (tzv. beta-oxidace). Mastné kyseliny s dlouhým řetězcem totiž nemohou procházet mitochondriální membránou samy o sobě. L-karnitin je syntetizován v játrech z aminokyselin lysinu a methioninu, obzvláště hojný je pak ve svalech. K syntéze je nutný askorbát – vitamín C.
Název „karnitin“ vznikl z latin. slova caro (gen. carnis) = maso, jelikož zde byl nalezen.

## Funkce

Karnitinový „člunek“ umožňuje transport mastných kyselin do matrix mitochondrií

Mitochondrie mají dvojitou membránu, přes kterou nemohou volně procházet mastné kyseliny. Nejprve jsou proto přeměněny na acyl-CoA (tj. dlouhý uhlíkatý řetězec s navázaným koenzymem A) enzymem acyl-CoA-syntetázou. Ten se nachází ve vnější mitochondriální membráně. Acyl-CoA projde přes vnější mitochondriální membránu. Tam se v reakci katalyzované dalším membránovým enzymem, karnitinpalmitoyltransferázou I, naváže na karnitin za vzniku acylkarnitinu. Ve vnitřní mitochondriální membráně se nachází další enzym, karnitinacylkarnitintranslokáza, který směňuje acylkarnitin z mezimembránového prostoru za volný karnitin z mitochondriálního matrixu.
Uvnitř mitochondrie je pomocí enzymu karnitinpalmytoyltransferázy II karnitin opět uvolněn (a vrací se výše popsanými mechanismy zpět do mezimembránového prostoru), a zároveň uvnitř mitochondriálního matrixu vzniká acyl-CoA. Acylkoenzym A se následně degraduje β-oxidací, tedy jedním z pochodů, které zajišťují uvolnění energie pro syntézu redukovaných koenzymů a následně např. ATP.

## Doplněk stravy
L-karnitin bývá propagován jako „spalovač tuku“, doporučuje se sportovcům, při hubnutí či pacientům s onemocněním srdce nebo ledvin. V potravinových doplňcích se často kombinuje s dalšími látkami, které by údajně měly urychlovat β-oxidaci mastných kyselin. Obvykle používané denní dávky se pohybují od asi 500 mg denně výše.
Spolehlivé vědecké studie, které by potvrzovaly často proklamované účinky podávání karnitinu, chybí. Naopak dostupná data ukazují, že suplementace karnitinem není účelná ani při zátěži, ani nezlepšuje utilizaci mastných kyselin u obézních jedinců. Karnitin je totiž v těle ve velkých zásobách a pro transport mastných kyselin není jeho koncentrace zdaleka limitující ani při enormní zátěži.[zdroj?] Navíc syntéza karnitinu je velmi rychlá a pokud je zajištěna dodávka lysinu a methioninu, je natolik výkonná, že další podávání karnitinu ztrácí smysl.
Karnitin proto také není považován za léčivo a není zařazen do lékopisu. Možný je přínos suplementace snad jen u výrazných deficitů karnitinu, např. u pacientů v chronickém dialyzačním programu se současným těžkým jaterním onemocněním, u pacientů v těžké podvýživě, v těžkém katabolismu s disbalancí aminokyselin, nebo u dětí s některými vrozenými metabolickými poruchami – tedy v těžkých stavech vyžadujících intenzivní metabolickou podporu – např. u fenylketonuriků.[zdroj?] Ani v těchto případech však účinek karnitinu nebyl prokázán v žádné kontrolované studii.